# آرشي دبليو. بوتشر
آرشي دبليو. بوتشر (بالإنجليزية: Archie W. Butcher)‏ هو مدير فني أمريكي، ولد في 29 أبريل 1901 في سولومون في الولايات المتحدة، وتوفي في 29 مايو 1981 في أبيلين في الولايات المتحدة.